# 羅珦
羅珦（1438年—1497年），字用誠，四川重慶府巴縣人，雲南臨安衛軍籍，明朝政治人物。

## 生平
成化二年（1466年）丙戌科進士。成化二十年（1484年）任廣西桂林府知府。

## 家族
曾祖羅天麒，祖羅鏞，父羅晟，母楊氏（贈孺人）；繼母朱氏（封孺人）。。